# Dinotoperla walkeri
Dinotoperla walkeri is een steenvlieg uit de familie Gripopterygidae. De wetenschappelijke naam van de soort is voor het eerst geldig gepubliceerd in 2006 door Dean & St. Clair.